# Membri illustri della Society of Antiquaries of London

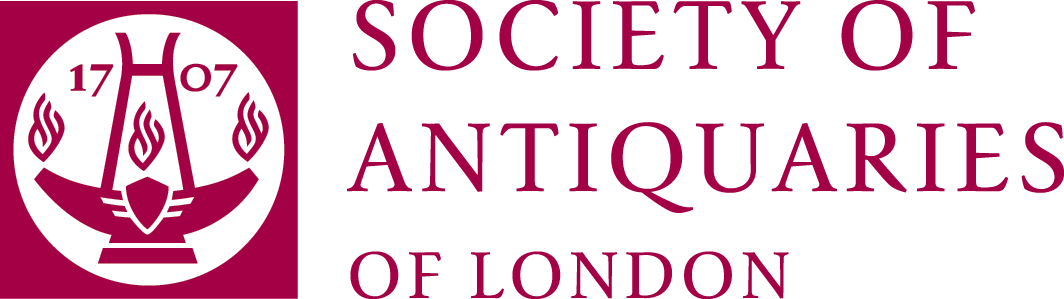

In questa lista si elencano i membri più illustri della Society of Antiquaries of London che si sono maggiormente distinti per i loro contributi nell'ambito dell'archeologia e della storia britannica e di altri paesi.
Le lettere post-nominali F.S.A. (Fellow of the Society of Antiquaries) individuano i membri della Society of Antiquaries of London, un'associazione archeologica e storica britannica costituitasi nel 1707.
Nella seguente lista si indica, laddove noto, l'anno in cui il membro è stato eletto.

## A-C

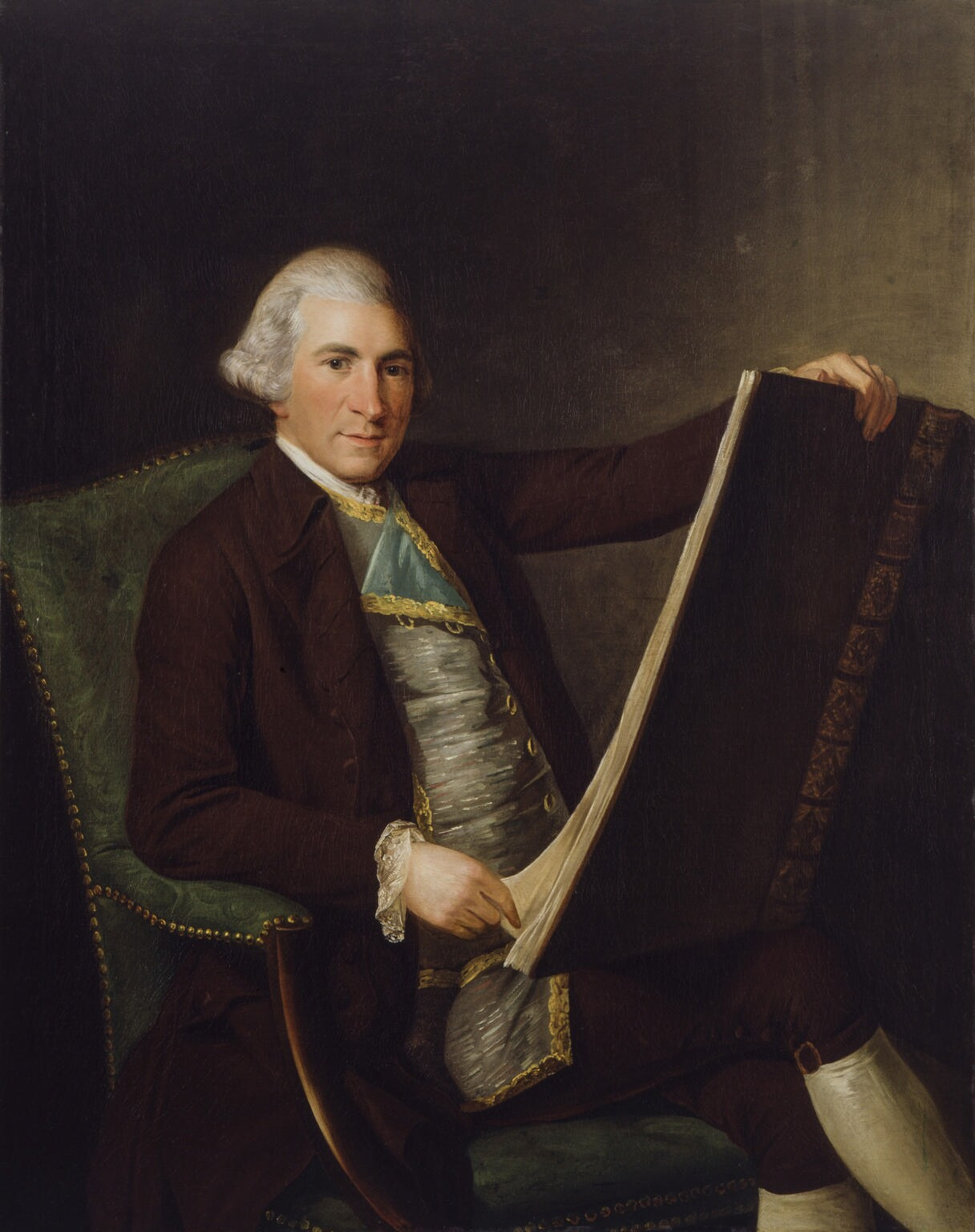
Robert Adam

- Robert Adam (1728–1792), eletto 1861
- Donald Adamson (nato nel 1939)
- William Francis Ainsworth (1807–1896), eletto 1853
- Leslie Alcock (1925–2006)
- Miranda Aldhouse-Green (nato nel 1947)
- Percy Willoughby Ames (1853–1919)
- John Anstis il Giovane (1708–1754)
- Ian Anstruther (1922–2007)
- Francis Vyvyan Jago Arundell (1780–1846)
- Joseph Ayloffe[1]
- George Paget, VII marchese di Anglesey (nato nel 1922)
- Mick Aston (nato nel 1946)
- Frederick Augusta Barnard (1743–1830)
- Sir Wyke Bayliss (1835–1906)
- John Thomas Blight (1835–1911)
- William Copeland Borlase (1848–1899)
- Emrys G. Bowen (1900–1983)

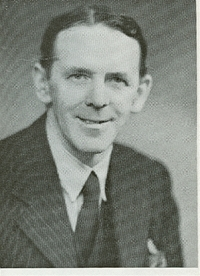
Emrys George Bowen

- Charles Angell Bradford (1864–1940)
- George Weare Braikenridge (1775–1856)
- John Braithwaite (1797–1870)
- Owen Salusbury Brereton (1715–1798)
- John Bridges (1666–1724)
- John Charles Brooke, Araldo del Somerset (1748–1794)
- Lyde Brown (morto nel 1787)
- Richard Temple-Nugent-Brydges-Chandos-Grenville, II duca di Buckingham e Chandos (1797–1861)
- John Buckler (1770–1851)
- Charles Bury, I conte di Charleville (1764–1835), eletto  1814[2]
- John Caley (1760–1834)
- Richard Chartres (nato nel 1947, vescovo di Londra)

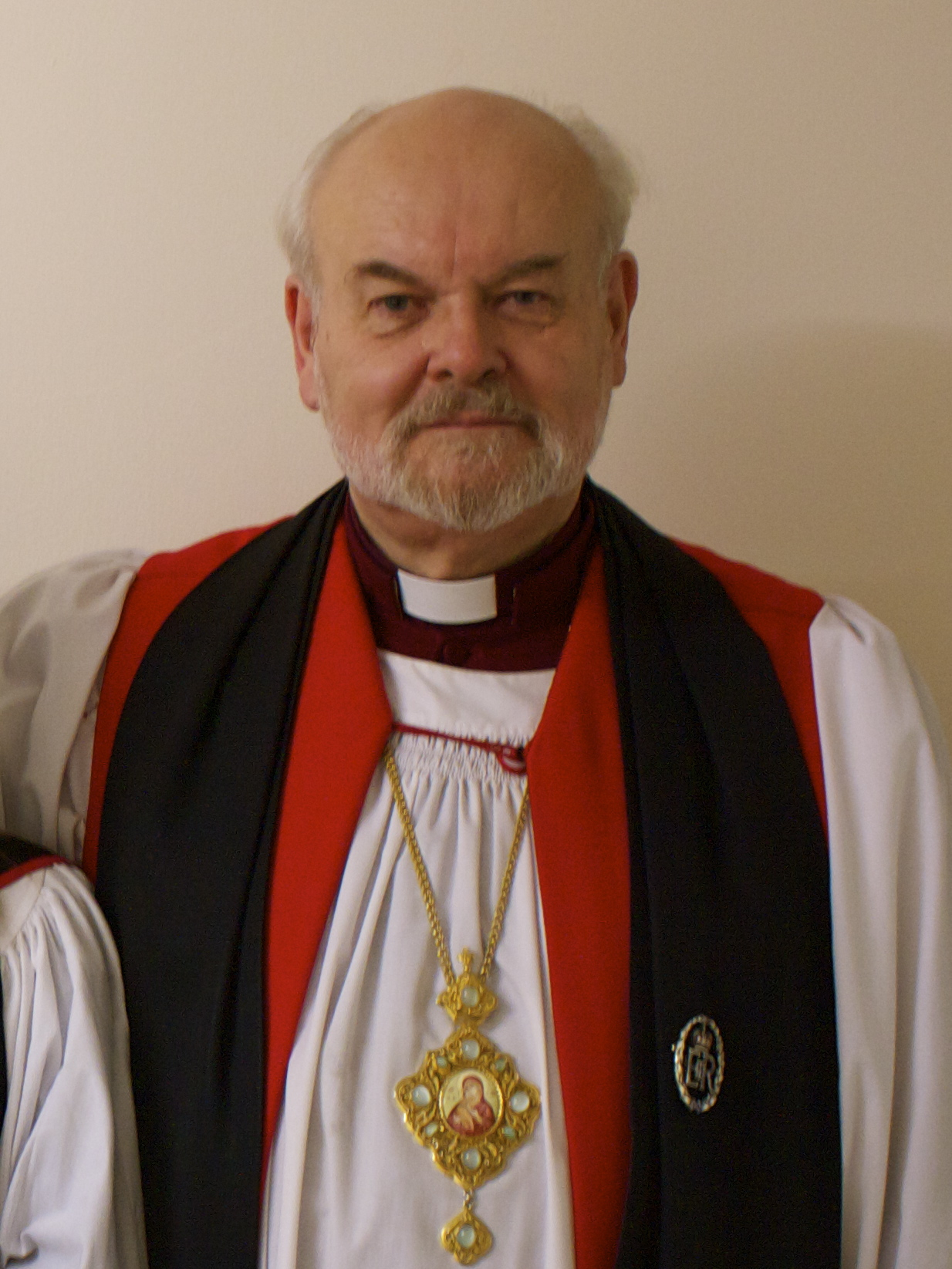
Richard Chartres

- Egerton Castle (1858–1920), autore vittoriano, antiquario e spadaccino
- William Cole (1714–1782)
- Patrick Cormack (nato nel 1939)
- Reverendo J. Charles Cox (autore)[3]
- Thomas Gery Cullum (1741–1831), King of Arms dell'Ordine del Bagno
- Barry Cunliffe (nato nel 1939)

## D-G
- Ken Dark (nato nel 1961)
- Sir Geoffrey de Bellaigue (1931–2013)
- Beatrice De Cardi (nato nel 1914)
- Guy de la Bédoyère (nato nel 1957)
- Richard Farmer (1735–1797)
- Neil Faulkner (nato nel 1958)
- Thomas Godfrey Faussett (1829–1877)
- Eric Fernie
- Augustus Wollaston Franks (1826–1897), direttore della Società 1858–1896

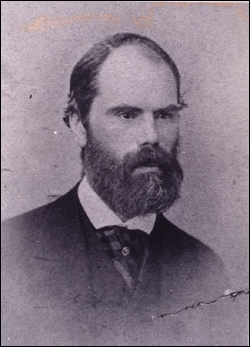
Augustus Wollaston Franks

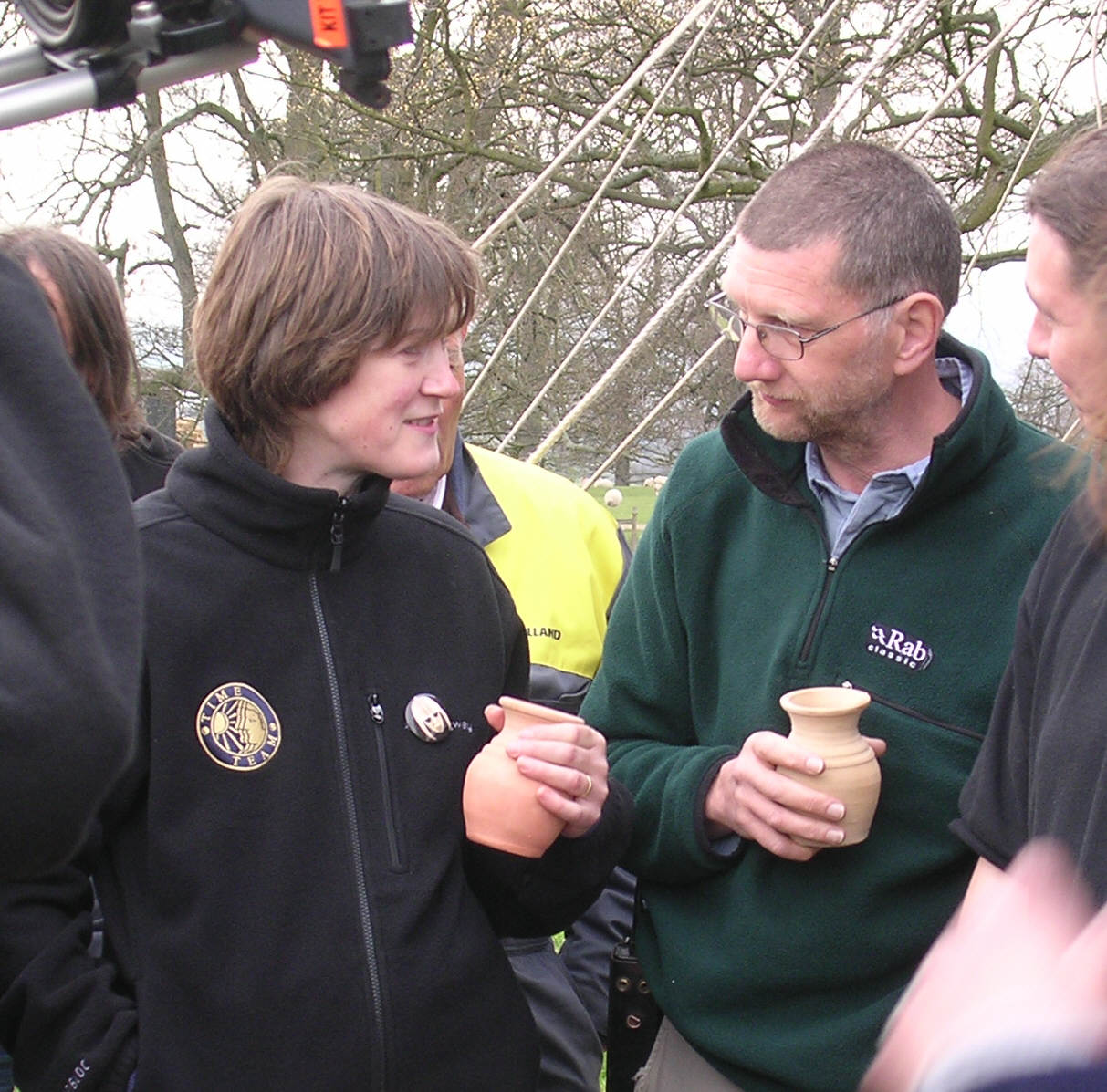
Helen Geake

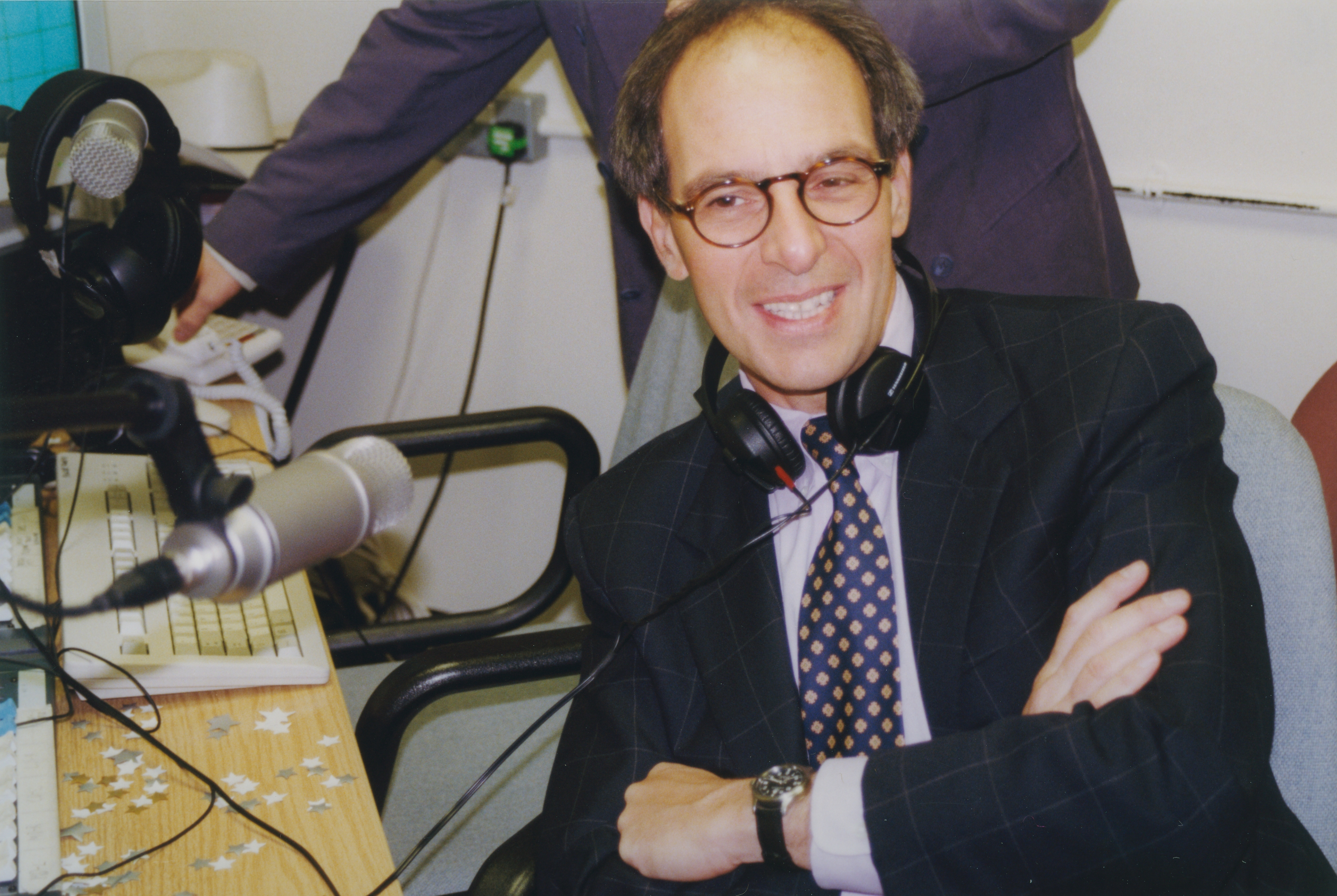
Loyd Grossman

- John Frere (1740–1807)
- Charles Frost (1781?–1862)
- Helen Geake (nata nel 1967)

- Mark Girouard (nato nel 1931)
- Loyd Grossman (nato nel 1950)

- John Mathew Gutch (1778–1861)

## H-M
- Helena Hamerow
- Sue Hamilton
- Merlin Hanbury-Tracy, VII barone Sudeley (nato nel 1939)
- Phil Harding
- John Harvey (1911–1997), storico dell'architettura
- Edward Hawkins (1780–1867)
- Max Hebditch (nato nel 1937)
- Wilfrid James Hemp (1882 – 14 April 1962)
- Henry Herbert, IV conte di Carnarvon (1831–1890)
- Mark Horton (nato nel 1956)
- William Hosking (1800–1861)
- Alfred Hudd (1846–1920)
- Joseph Hunter (1783–1861)
- Alfred Hutton (1839–1910), ufficiale vittoriano, antiquario, scrittore e spadaccino
- Kenneth Hamilton Jenkin (1900–1980)
- Henry Jenner (1848–1934)
- Barri Jones (1936–1999)
- Peter Le Neve (1661–1729)
- Carenza Lewis (nato nel 1964)
- William Collings Lukis
- Samuel Lysons (1763–1819)
- Sir Eric Maclagan (1879–1951)
- Michael Maclagan (1914–2003)
- regina Margherita II di Danimarca (nata nel 1940)

- Thomas Martin (1697–1771)

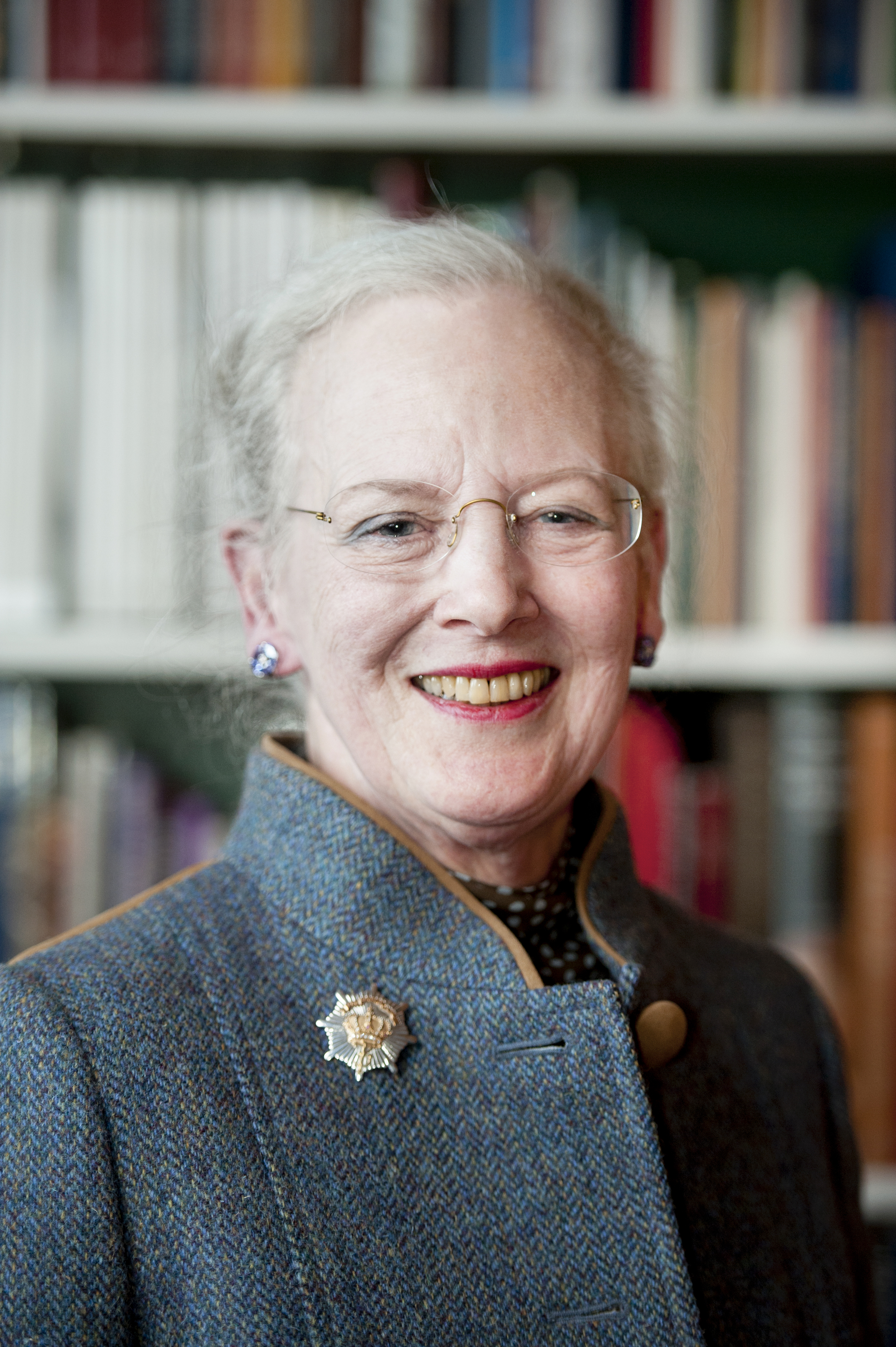
Regina Margherita II di Danimarca

- ven. David Gwynne Meara (nato nel 1939)
- Alan Millard (nato nel 1937)
- Philip Morant (1700–1770)
- Joseph Mordaunt Crook, CBE, FBA, FSA, Ph.D., MA,
- Edward Rowe Mores (1731–1778)
- Oswyn Murray

## N-P
- Adam Nicolson (nato nel 1957)
- Philip Norman (1842–1931)
- Elias Owen[4] (1833–1899)
- Stuart Piggott (1910–1996)
- Giovanni Battista Piranesi (1720–1778)
- Francis Pryor

## Q-S
- Anthony Quiney, nato nel 1935
- Philip Rashleigh
- Benedict Read (storico dell'arte) (nato nel 1945)
- Sir Hercules Read (1857-1929), conservatore of British and Medieval Antiquities and Ethnography presso il British Museum, Segretario dal 1892 e Presidente dal 1908 al 1914 e ancora dal 1919.
- Charles Reed (1819–1881)
- Colin Renfrew, barone Renfrew di Kaimsthorn (nato nel 1937)
- Julian Richards (nato nel 1951)
- Augustus Pitt Rivers (1827–1900)
- Edward Robert Robson (1836–1917)
- Charles Frederic Roberts (morto nel 1942)
- Sir Hugh Roberts
- John Gage Rokewode, direttore dal 1829 al 1842
- Edward Rudge (1792–1861), botanico e antiquario
- Edward John Rudge, M.A. (1792–1861), procuratore legale e antiquario
- John Christoper Sainty (nato nel 1932)
- Edgar Ronald Seary (1908–1984)
- Richard 'Conversation' Sharp (1759–1835)
- John Shaw (1776–1832)
- John Silvester (1745–1822)
- Sir John Sinclair, I baronetto (1754–1835)
- William Henry Smyth (1788–1865)
- Sir John Soane (1753–1837)[5]
- Albert Spencer, VII conte Spencer (1892–1975)
- Flaxman C. J. Spurrell (1842–1915)
- David Starkey (nato nel 1945)
- Thomas Stevens (1841–1920)
- William Stukeley (1687–1765)

## T-Z
- Charles Thomas (nato nel 1928)
- J. B. Trapp (1925–2005)
- Walter Calverley Trevelyan (1797–1879)
- Sarah Tyacke (nata nel 1945), ex Keeper of Public Records e Chief Executive dei National Archives
- Aymer Vallance[6]
- Edward Vernon Utterson (c. 1776–1856)
- George Vertue (1684–1756)
- Sir John Watney, Segretario Onorario del City and Guilds of London Institute for the Advancement of Technical Education
- Albert Way (1805–1874), 'direttore' dal 1842 al 1846[7]
- Edward Doran Webb (1864–1931)
- Stephen Weston (1747–1830)
- Sir Mortimer Wheeler (1890–1976)
- John Whichcord Jr. (1823–1885), architetto
- Christopher Wright, ex Direttore della sezione Manoscritti della British Library
- Michael T. Wright (nato nel 1948)
- Warwick William Wroth (1858–1911)[8]
- George Zarnecki (1915–2008)